# (506) Marion
(506) Marion ist ein Asteroid des Hauptgürtels, der am 17. Februar 1903 von Raymond Smith Dugan entdeckt wurde. 
Der Asteroid wurde nach Marion Orcutt, einer Cousine des Entdeckers, benannt.